# Torrefacto
El café torrefacto o café torrado es el producto obtenido al someter la semilla del cafeto (café verde) a la acción del calor añadiendo azúcar en la parte final del proceso, la cual sobrecarameliza formando una fina película encima de cada grano y dándole su color negro brillante característico.

## Origen del café torrefacto y de su nombre
El proceso es originario de Hispanoamérica, probablemente se inició en México o Cuba donde los mineros, que tenían que llevarse provisiones para varios meses, tostaban el café con azúcar, ya que empíricamente habían comprobado que de esta manera se conservaba mejor.
El nombre sin embargo es de origen español, se debe a José Gómez Tejedor, industrial extremeño de finales del siglo XIX y principios del XX,  quien a mediados de la década de los 90 del siglo XIX viajó a varios países del Caribe y conoció la técnica casera de los mineros y cuando volvió a España, adaptó la maquinaria de tostadura de la época modificando los bombos de tueste para poder añadir el azúcar al final del proceso y sobre todo diseñó una batea especial donde enfriar el café torrefactado con azúcar. Por esta innovación obtuvo la patente de invención lo que le proporcionó privilegio de explotación exclusiva de 20 años, de 1901 a 1921. Durante esos años hizo una fuerte propaganda de su «Café torrefacto marca de La Estrella». Esta concesión administrativa y la fuerte propaganda permitió a Cafés La Estrella antes de la guerra civil extenderse por toda España. Esto hizo al gran público de toda España identificar «café torrefacto» con el café tostado con azúcar, cuando etimológicamente nada tiene que ver, ya que torrefacto en principio solo significaba tostado al fuego. Hasta la RAE ha terminado añadiendo una nueva acepción: 2. adj. Dicho del café: Tostado con algo de azúcar.
Como el origen de esta empresa fue en Badajoz, también se extendió algo por Portugal. Si bien el desarrollo de la producción de torrefacto en Portugal coincide con los años de la Dictadura en España donde había poco café (se mantuvo una política económica basada en la autarquía, provocada por el aislamiento internacional al que condujo la colaboración con las potencias del Eje en la Segunda Guerra Mundial) y los portugueses lo tostaban con azúcar fundamentalmente para venderlo en España o a españoles que iban a Portugal a buscarlo para venderlo luego en España ilegalmente a través del estraperlo. Al permitirse de nuevo la importación de café, casi todas las empresas españolas incluyeron en su gama el café torrefacto. Pero en ningún otro país de Europa se extendió este producto. Solamente en Bélgica existe un café al que al final del proceso se adiciona el 3 % de azúcar.
En España el Real Decreto 1676/2012 1, de 14 de diciembre, por el que se aprueba la norma de calidad para el café define Café torrefacto como el «café tostado en grano, con adición de sacarosa o jarabe de glucosa, antes de finalizar el proceso de tueste, en una proporción máxima de 15 kilogramos de dichos azúcares (expresados en sustancia seca) por cada 100 kilogramos de café verde».
En Centroamérica y Sudamérica sí se extendió el torrefacto, con distintos porcentajes de azúcar en cada país, siendo en los más introducido Argentina, México (Veracruz y Michoacán) y Costa Rica. En algunos países americanos de habla castellana al café torrefacto se le denomina café torrado, la misma palabra que utilizan los portugueses para el café de tueste natural, en España esta palabra «torrado» está prácticamente reservada para los garbanzos sometidos al proceso de torrefacción.
La torrefacción es el tratamiento térmico de cualquier producto con baja actividad de agua (baja humedad), en atmósfera baja en oxígeno, como es el caso del café, del cacao, del té, y de la que está más en boga, la biomasa. En caso de alta actividad de agua el proceso se denomina «asado». También en parte de la América castellanohablante se utiliza «asado» como sinónimo de «tostado».

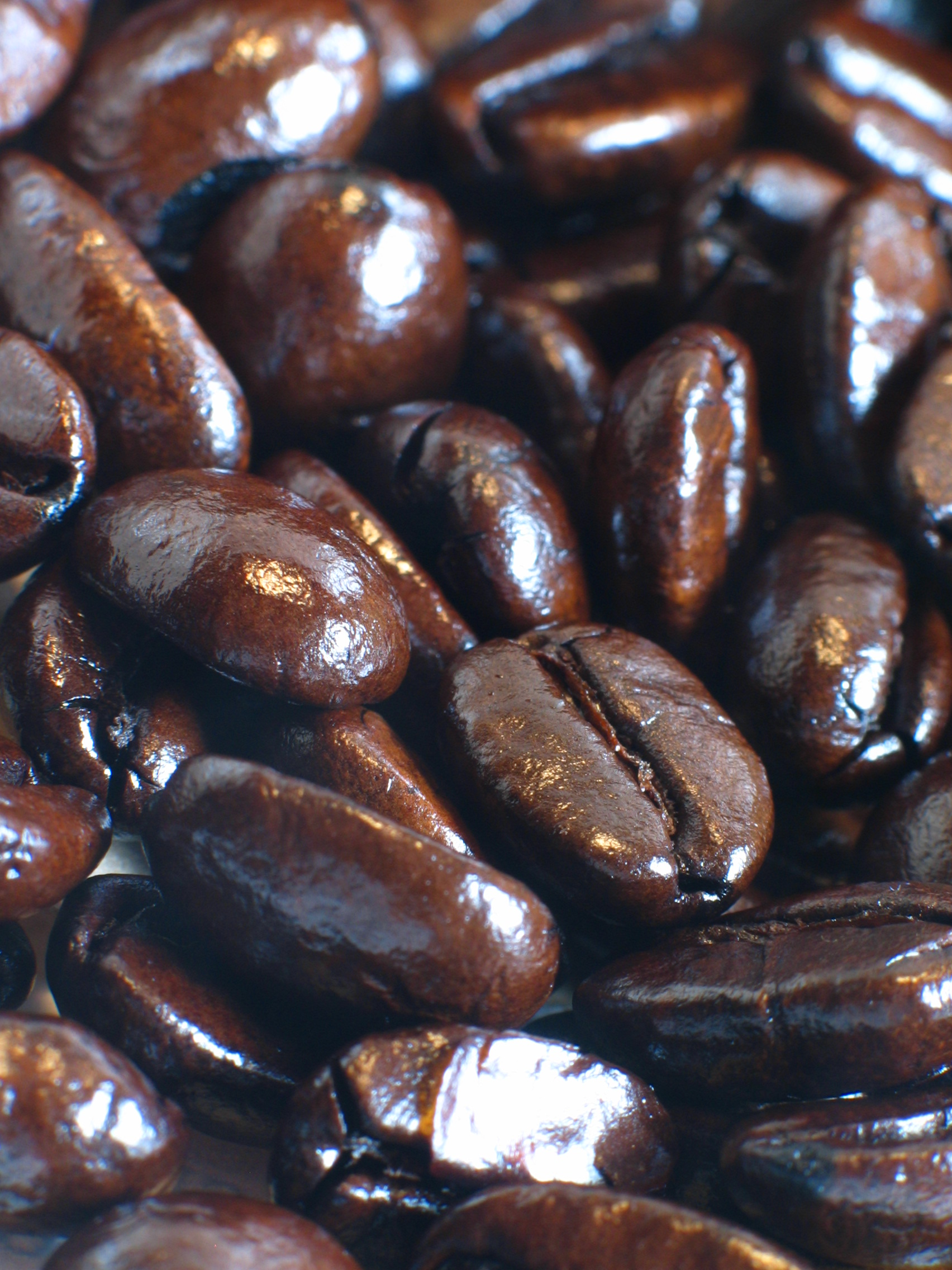
Granos de café de tueste torrefacto

## Propiedades fisicoquímicas y organolépticas diferenciales del café torrefacto
La capa de azúcar que envuelve al grano torrefacto dificulta la penetración del oxígeno y de la humedad ambiente hacia el interior del grano y también dificulta la salida de los aceites del café a la superficie del grano por lo que retarda mucho la oxidación del grano en contacto con el aire, es decir su enranciamiento, mejorando así su conservación.
También dificulta la desorción del CO2 Desgasifica más lentamente que el café natural, dando problemas para envasar al vacío.
Esta capa también enmascara los defectos de los granos del café. En una tostadura natural los granos negros quedan más oscuros, los granos inmaduros más claros, a los granos picados no se les recubre los orificios, etc. El café torrefacto iguala todos estos defectos. Hay otros defectos que el azúcar sobrecaramelizada no es capaz de enmascarar como los sabores iodados (del café rio/riado), el sabor a moho, el sabor a fermentado, etc.
El café torrefacto es más denso que el de tueste natural, por lo que en las mezclas, por acción de la gravedad, se produce una movilidad diferencial de los granos que puede provocar la segregación. Este efecto se produce, incluso con más intensidad, en cafés 100 % tueste natural, cuando en los blend* unos orígenes son de distinto tamaño que los otros, ya que se produce el efecto de segregación de materia granular. Estas segregaciones en ambos casos hace que al no ser la mezcla homogénea, no obtengamos siempre el mismo perfil sensorial.
El café torrefacto es más duro y abrasivo, por lo que desgasta más las muelas de los molinos, tanto los industriales como los de hostelería.
El café bebida con torrefacto es más oscuro, lo que se hace más patente cuando se toma con leche.
La crema del café es una emulsión que se forma por las grasas y los azúcares naturales del café sobre todo haciendo una extracción bajo presión, como en el café exprés y en las cápsulas. Al tener más contenido de azúcar el torrefacto que el natural la crema se obtiene con más facilidad, si bien su color es más oscuro.
Aumenta entre un 40 y un 60 % la capacidad antioxidante del café de tueste natural, lo que permite al organismo estabilizar mejor los radicales libres.2
También modifica algunas características organolépticas 4. Para apreciar estas modificaciones tenemos que partir del mismo café y tostarlo mediante las dos técnicas. El amargor es el parámetro que más se modifica, el azúcar sobrecaramelizada le confiere un amargor más intenso pero agradable. En ningún caso debería tener sabor a «ceniza» o a «quemado» pues indicaría un mal proceso de torrefacción.

## El mercado del café torrefacto en España en los sectores de alimentación y de hostelería
Si en la actualidad se mantiene el consumo del café torrefacto es porque muchos consumidores están acostumbrados a su sabor y a su color.

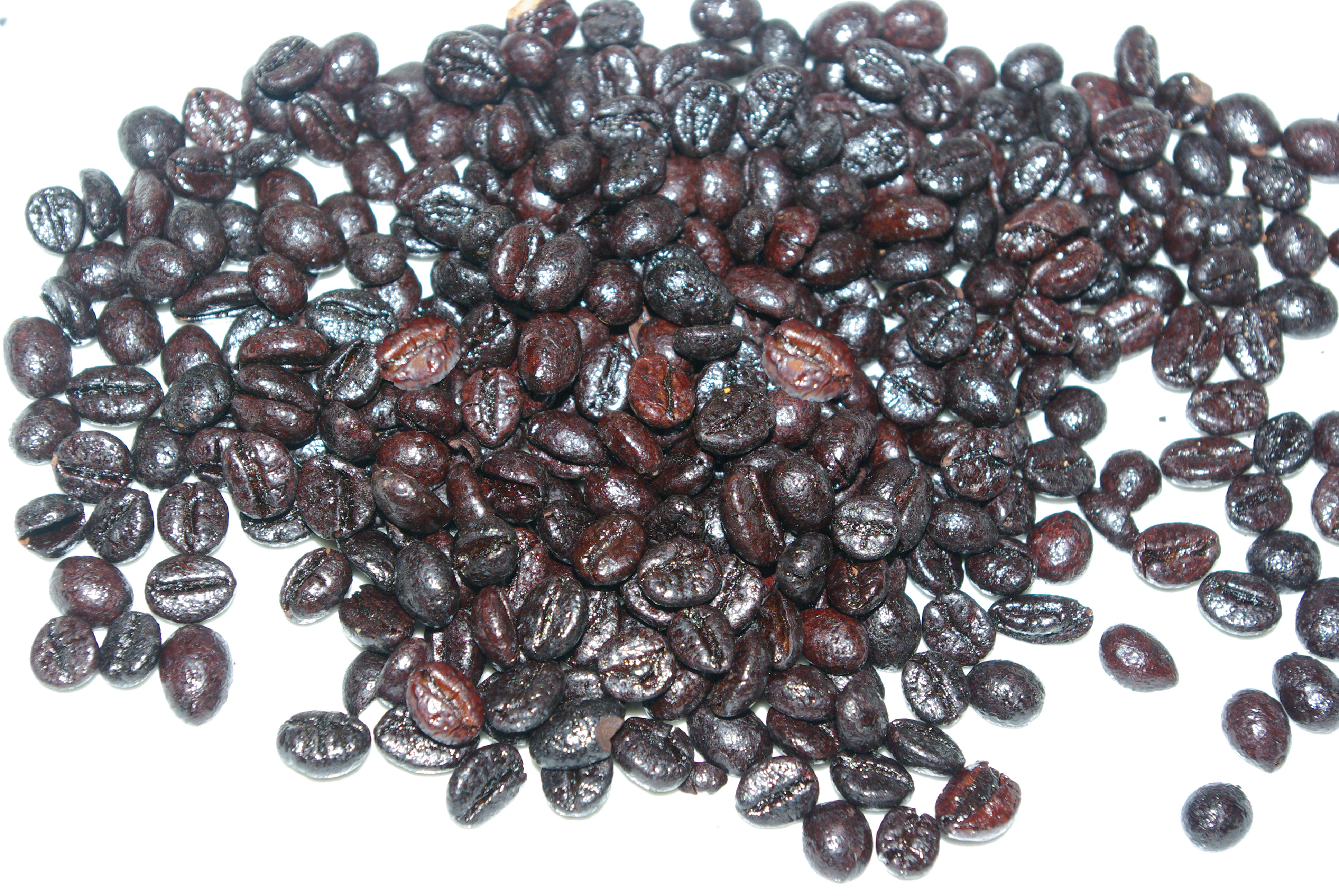
Café tostado con adición de azúcar.

El coste de un mismo café tostado sin azúcar y con azúcar, baja entre un 8 y un 12 % si es de tueste torrefacto
Los detractores del café torrefacto tenían razón al decir que como enmascara los defectos, bajaba la calidad y el precio. Pero en el sector de consumo doméstico dejó de ser cierto a partir de 1983.
De hecho en el sector de alimentación muchos fueron los torrefactores que de los años 40 a los años 80 usaron el torrefacto en este sentido. A partir del año 83 que se levanta la prohibición de vender café molido industrialmente y más hoy en día cuando la inmensa mayoría del consumo doméstico es molido no se necesita el torrefacto para enmascarar los defectos. La molienda no solo enmascara, sino que imposibilita visualmente detectar los defectos.
El precio de un café tostado natural 100 % y molido de alta calidad es notablemente superior al de un café también tostado natural 100 % y molido de muy baja calidad. A partir de 1983 lo que determina el precio en el café de consumo doméstico es la materia prima (cafe verde) que se utiliza.
En este sector y referido a café no descafeinado, la cuota de mercado del café 100 % de tueste natural y del que lleva más o menos torrefacto se ha mantenido parecido en los últimos 20 años con una ligera tendencia a subir el 100 % de tueste natural, este último todavía ligeramente por debajo del 50 % de cuota de mercado.
En el sector de HORECA se sigue utilizando el café en grano pero normalmente o 100 % tueste natural o Mezcla de Natural y Torrefacto (las más comunes 80%N / 20%T , 65%N / 35%T y 50%N / 50%T), el 100% torrefacto prácticamente no se utiliza.
Aun suponiendo que todos los industriales del café utilizaran en hostelería el mismo blend para el café natural que para el torrefacto, cosa que desgraciadamente no ocurre, el café torrefacto provoca otros problemas en hostelería, que no tiene en su uso doméstico:
Al obtenerse crema más fácilmente, no se cuida como en otros países, aspectos como la presión, la temperatura, el tiempo de erogación, etc.
Por la diferencia de densidad, se producen segregaciones acumulándose más torrefacto en la parte inferior primero en el paquete y luego en la tolva del molino del bar o cafetería.
Las muelas de los molinos duran menos en perfecto estado y además se embozan más, dificultado una molienda con la distribución de partículas adecuada para la extracción.

## Maquinaria de tueste del café torrefacto
El tueste del café torrefacto ha tenido una evolución muy lenta, desde su patente hasta principios de los años setenta se tostaba en bola y enfriando en batea muy parecido a como lo hacía José Gómez Tejedor a principio del siglo XX. Al ser un producto de consumo fundamentalmente español y argentino, la tecnología no avanzó por la crisis del 29, la guerra y la posguerra, hasta que a mediados de los años setenta la empresa Tec-Aire lanza al mercado una máquina automática de tipo de tambor la TTA-120 con enfriador también de tambor (cilindro móvil). En 1994, Maquinaria del Rhin (hoy Radar Coffee) mejoró sus máquinas dotándolas de enfriador fijo (no cilindro móvil)